# Armand Charles de La Porte, Duque de La Meilleraye
Armand Charles de La Porte (1632 - 9 de Novembro de 1713), Duque de La Meilleraye, Duque de Mazarin, foi um nobre e militar francês. Ele se casou com Hortênsia Mancini, sobrinha e herdeira do Cardeal Jules Mazarin.

## Casamento
Em 1 de Março de 1661 casou com Hortênsia Mancini, sobrinha e herdeira do Cardeal Jules Mazarin. Após o seu casamento, tornou-se Duque de Mazarin. O casal teve quatro filhos.

## Filhos
1. Marie Charlotte de La Porte (28 de Março de 1662 – 13 de Maio de 1729) casou com Louis Armand de Vignerot du Plessis, Duque de Aiguillon.
2. Marie Anne de La Porte (1663 – Outubro de 1720), tornou-se abadessa.
3. Marie Olympe de La Porte (1665 – 24 de Janeiro de 1754) casou com Louis Christophe Giqault, Marquês de Bellefonds e de Boullaye.
4. Paul Jules, Duque de La Meilleraye, Duque de Mazarin, (25 de Janeiro de 1666 – 7 de Setembro de 1731) casou com Félice Armande Charlotte de Durfort.